# 久米駅
久米駅（くめえき）は、愛媛県松山市南久米町にある、伊予鉄道横河原線の駅である。駅番号はIY15。当駅はいよ立花駅・梅本駅と同じく横河原線の交通結節点に指定されている主要駅である。2017年に駅舎や駅前広場の大規模リニューアルが完了した。

## 歴史
- 1893年（明治26年）5月7日：開業。

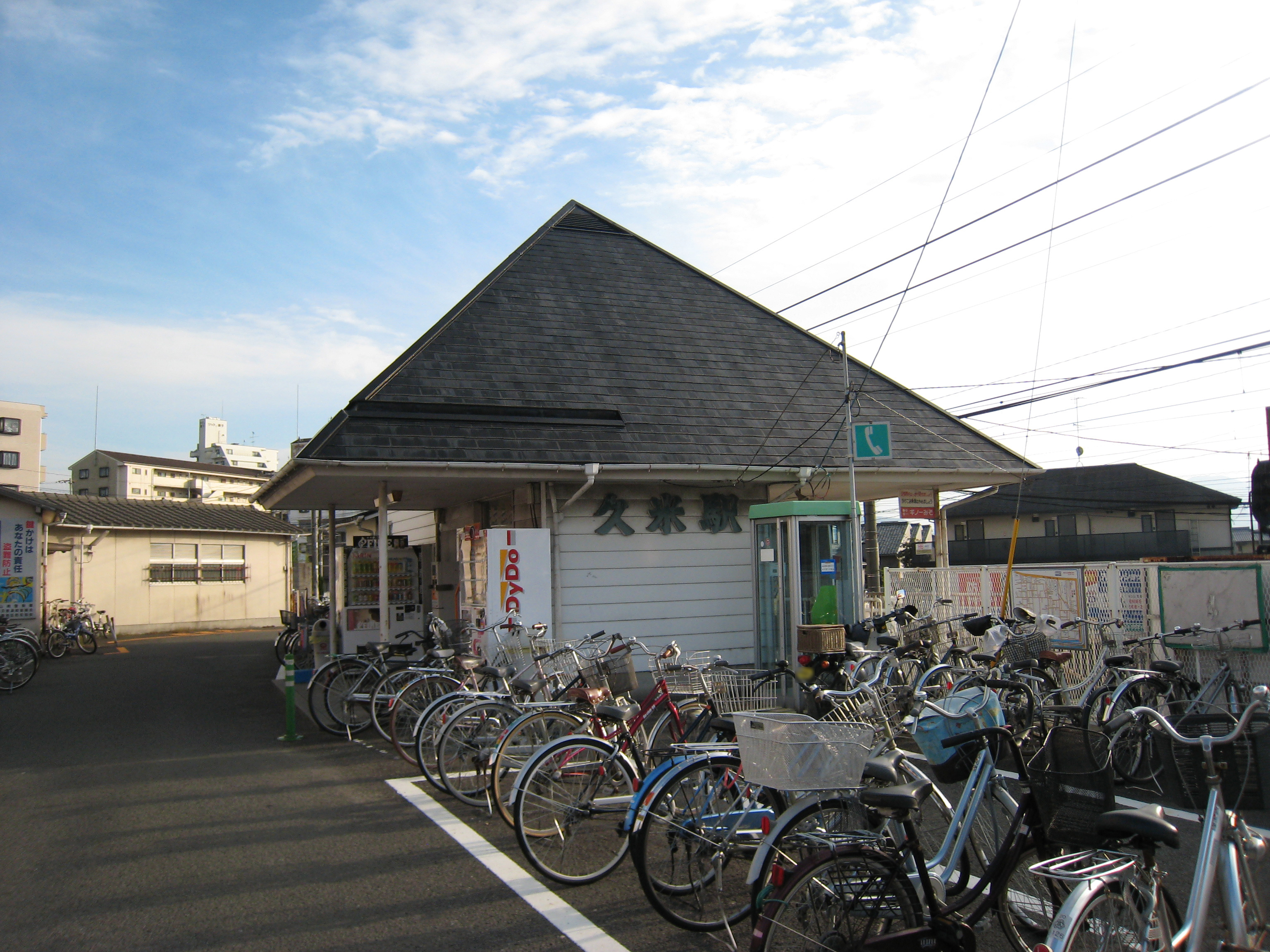
旧駅舎（2008年11月）

- 1981年（昭和56年）4月22日：4両編成分のホーム有効長を確保するという目的で170メートル松山市方に移転、列車交換可能駅となる。
- 2017年（平成29年）4月1日：駅舎の建て替えや駅前広場の整備などの大規模リニューアルが完了[2]。

## 駅構造
島式ホーム1面2線を有する地上駅で、有人駅である。 
列車交換可能駅で、日中の時間帯に電車が行き違うダイヤが組まれている。

### のりば
| 番線 | 路線      | 行先             |
| ---- | --------- | ---------------- |
| 1    | ■横河原線 | 松山市方面       |
| 2    | ■横河原線 | 梅本・横河原方面 |

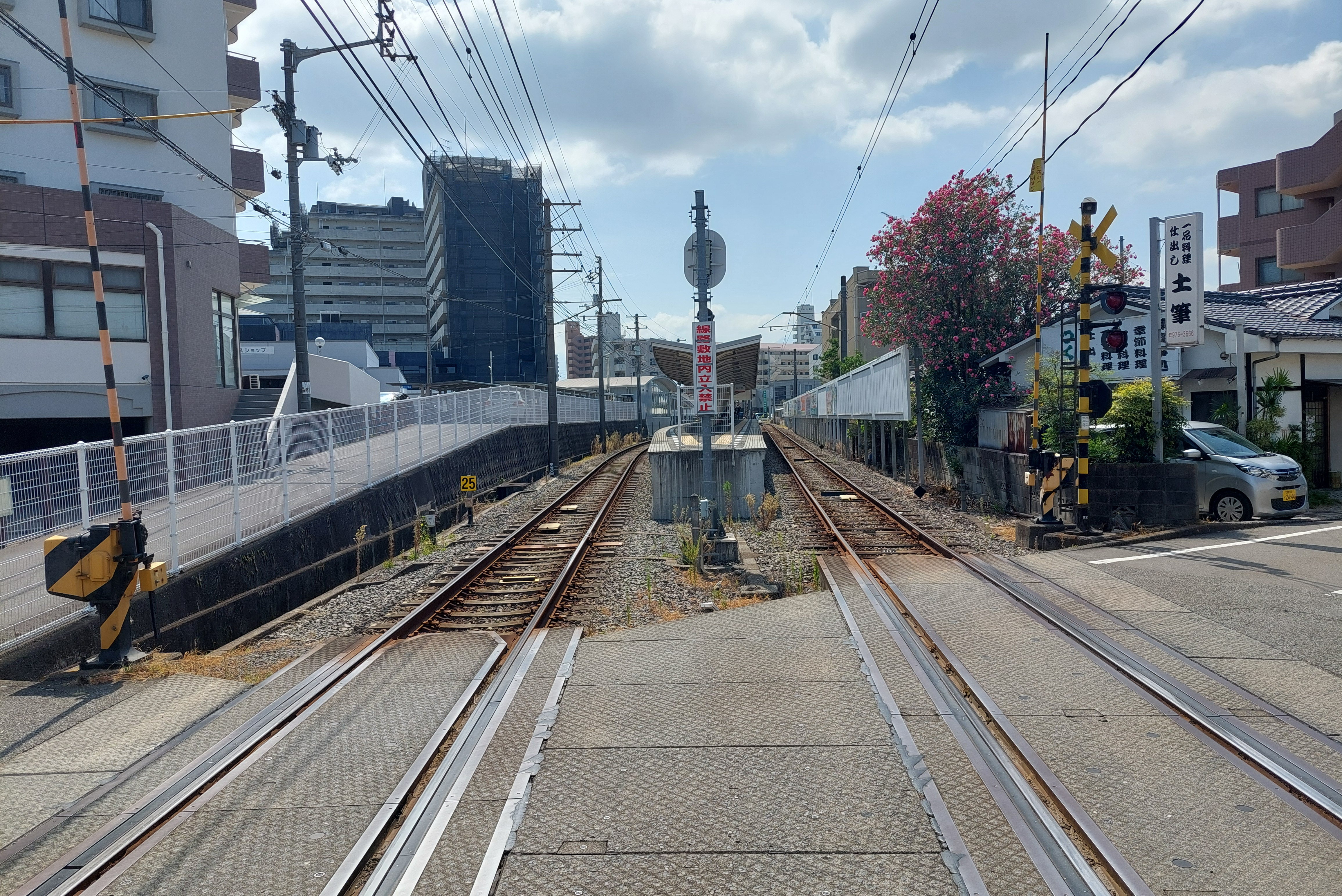
東側
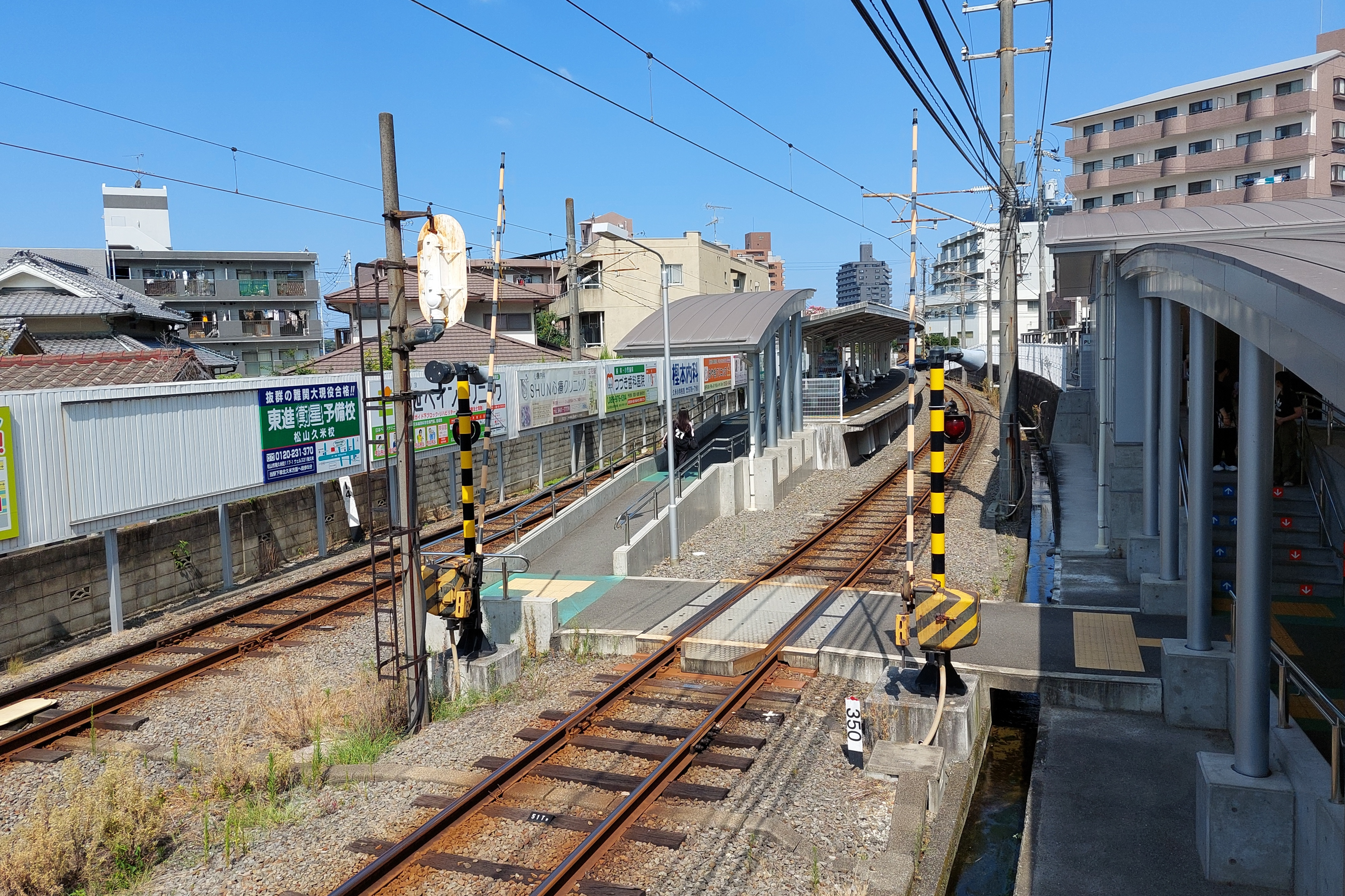
構内
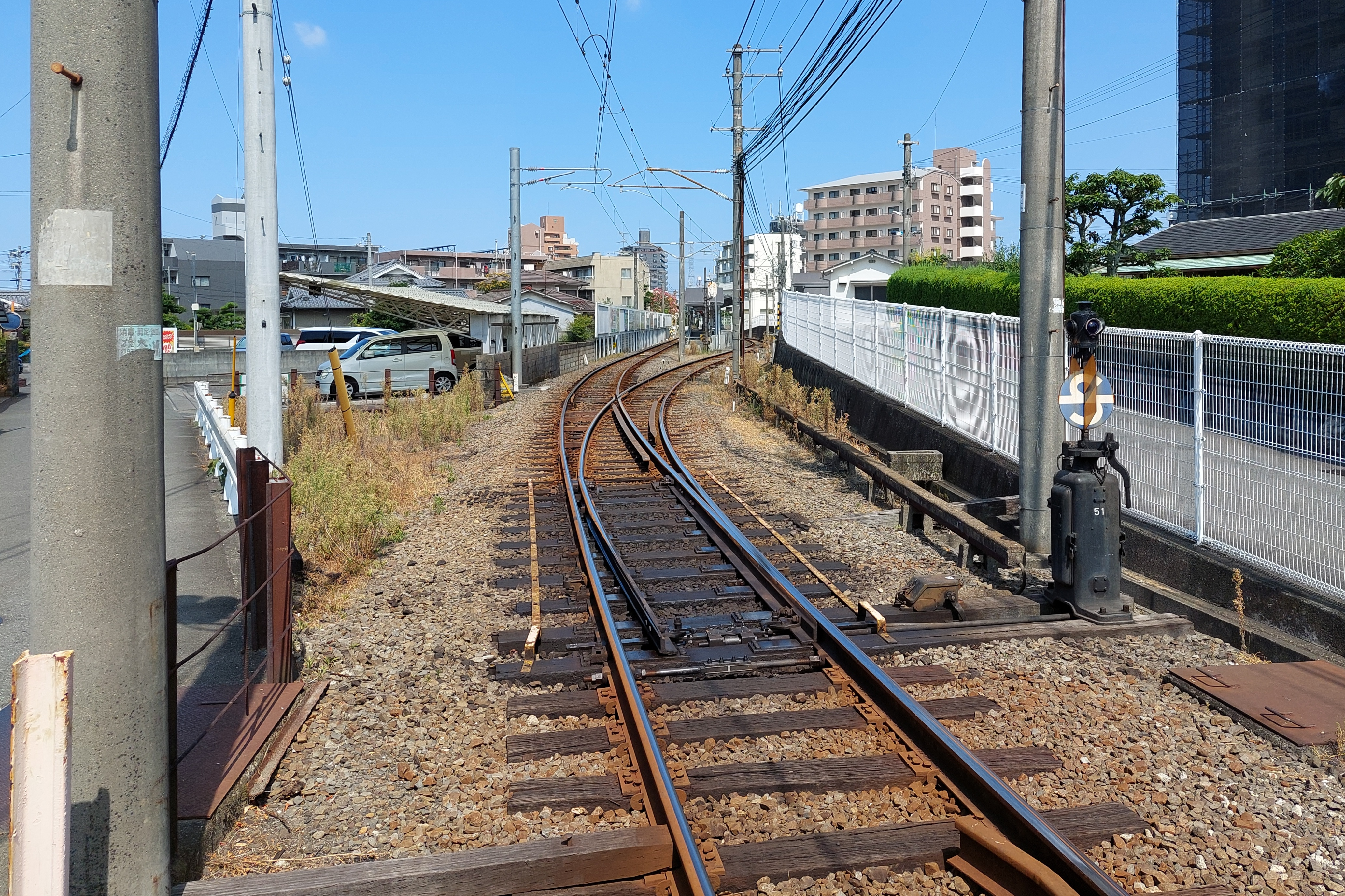
西側

## 駅周辺
- 松山市役所久米支所
- 松山市立久米小学校
- 松山久米郵便局
- 浄土寺（四国霊場 第四十九番札所）
- 繁多寺（四国霊場 第五十番札所）
- 極楽寺（伊予十三仏霊場 第六番札所）
- 日尾八幡神社
  - 東道後神社
- 東道後温泉郷
  - 久米之癒
  - 東道後のそらともり
  - たかのこ温泉
- マツダオートザム伊予鉄松山（伊予鉄オート）
- 愛媛生協病院
- 久米官衙遺跡群

## バス路線
当駅周辺では以下の路線が発着している。
| バス停名 | 路線番号  | 路線名             | 経路 |
| 久米駅前 | (10)      | 10番線             | 久米駅前 - 繁多寺前 - 大街道 - 松山市駅 - 松山コミュニティセンター前 - JR松山駅前・津田団地前           |
| 久米駅前 | (95/電連) | 電車連絡久米窪田線 | 久米駅前→久米駅東口→来住団地前→久米窪田中央→松山リハビリテーション病院前→来住団地前→久米駅東口→久米駅前 |
| 久米     | (76)      | 川内線             | 松山市駅 - 大街道 - 新立 - 久米 - 平井 - 愛大病院前 - 横河原 - 川内 - さくらの湯・川内グリーンタウン上  |
| 久米     | (77)      | 川内線             | 松山市駅 - 大街道 - 新立 - 久米 - 平井 - 横河原 - 川内・さくらの湯                                      |

備考
- 久米駅前バス停には伊予鉄タクシーのりばが併設されている。
- 愛媛生協病院利用者のための無料送迎バスも運行されている[4]。

## 隣の駅
伊予鉄道
■横河原線
北久米駅 (IY14) - 久米駅 (IY15) - 鷹ノ子駅 (IY16)